# Шарвансо
Шарвансо (фр. Charvensod) — муніципалітет в Італії, у регіоні Валле-д'Аоста.
Шарвансо розташоване на відстані близько 600 км на північний захід від Рима, 3 км на південь від Аости.
Населення — 2486 осіб (2014).
Щорічний фестиваль відбувається 31 грудня. Покровитель — Colombe de Sens.

## Демографія
Населення за роками:

Станом на 1 січня 2023 року в муніципалітеті офіційно проживало 110 іноземців з 26 країн, серед них 54 громадяни країн Євросоюзу та 3 громадяни України.

## Сусідні муніципалітети
- Аоста
- Бриссонь
- Конь
- Грессан
- Поллен